# Rifugio Furio Bianchet
Il rifugio Furio Bianchet è un rifugio situato nel comune di Sedico, in provincia di Belluno, al Pian dei Gat, nelle Dolomiti (Gruppo della Schiara), a 1.250 m s.l.m.
Vi transita l'Alta via n.1 come ultima tappa (in alternativa al rifugio 7º Alpini) per gli escursionisti che non compiono la ferrata del Marmol, oppure non riescono a farla a causa del maltempo.

## Accessi

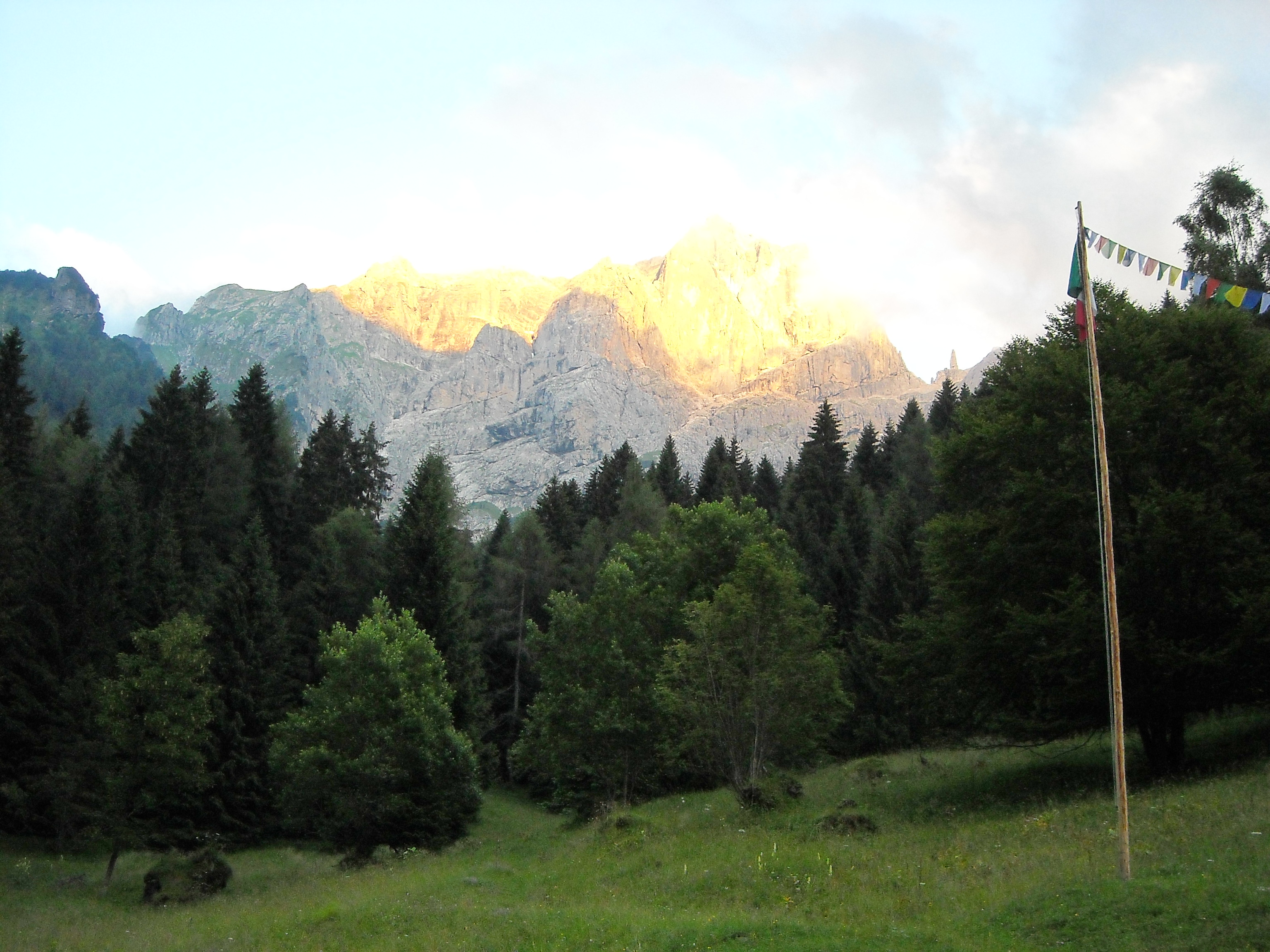
Vista dal rifugio verso la Schiara e la Gusela

Il rifugio è raggiungibile solo a piedi attraverso i seguenti sentieri:
- dalla statale Agordo-Belluno dislivello 760 m h 2.00 / 2.30, dalla SS 203, località Costa dei Pinei, percorrendo la strada sterrata della Val Vescovà. È un tragitto di 8 km percorribile anche in mountain bike.
- da Longarone dislivello 1.000 m h 3.30, dalla SS 251, località Soffranco, rotabile della Val del Grisol, Ponte dei Ross, per Val dei Ross, forcella La Varetta.

## Ascensioni
- al rifugio Pian de Fontana (1632 m s.l.m.), per forcella La Varetta h 2.15
- al rifugio 7º Alpini (1502 m s.l.m.), per ferrata Zacchi h 5.30, per ferrata del Marmol h 7.00, per la ferrata Sperti h 6,00
- al monte Coro (1985 m s.l.m.) h 2.30
- al Burèl (2281 m s.l.m.) h 3.30-4.00
- al monte Schiara (2565 m s.l.m.) h 4.00
- al Monte Pelf (2506 m s.l.m.) h 3.00
- alla Gusèla del Vescovà (2365 m s.l.m.)
- alla Casera Vescovà (1862 m s.l.m.) h 2.00

## Alpinismo
Oltre ai percorsi alpinistici attrezzati lungo le creste del massiccio il rifugio è da base d'appoggio per numerose ed interessanti vie alpinistiche di cui le più famose sono:
- Gran Diedro Nord-Ovest alla Schiara. Altezza: 400 m, difficoltà: VI e A2 su roccia a tratti friabile (4 Polacchi nel 1965);
- Diretta parete Ovest alla Schiara, via aperta da Franco Miotto e Ricardo Bee nel 1977 a destra del gran diedro. Altezza: 400 m, difficoltà: IV+ e 1pp di VI (Miotto e Bee nel 1977);
- Via Linda al Nason. Altezza: 180 m, difficoltà: V (Miotto e Azzalini nel 1975);
- Via Santina al Nason. Altezza: 200 m, difficoltà: V e VI (Miotto, Azzalini e Bee nel 1976)
- Via della Dalmeda al Nason. Altezza: 250 m, difficoltà: V+ (Miotto e Bee nel 1977)
- parete nord ovest del Nason. Altezza: 300 m, difficoltà: V e VI (Miotto e Bee nel 1976)
- Gusela del Vescovà per diversi itinerari di altezza di circa 40 m ed uno sviluppo di poco superiore.

Oltre alle vie citate al rifugio Bianchèt sbuca il Viaz dei Camorz e dei Camorzieri, antico camminamento di boscaioli e cacciatori lungo le cenge alte del gruppo, dalla Pala Alta fino al Monte Coro, riesplorato e relazionato da Franco Miotto negli anni '80. Sul Monte Coro vi sono alcuni vertiginosi percorsi di cacciatori su cenge esposte come la "Zengia del Re" esposta sopra l'avvallamento detto Van della Rejina.